# Kerkhof van Eringem
Het Kerkhof van Eringem is een gemeentelijke begraafplaats in de gemeente Eringem in het Franse Noorderdepartement. Het kerkhof ligt rond de Sint-Mattheüskerk (Église Saint-Mathias) in het dorpscentrum.

## Britse oorlogsgraven
Op het kerkhof bevindt zich een Britse militair perkje met 3 graven uit de Tweede Wereldoorlog. Een graf is niet geïdentificeerd. Een ander graf is dat van Sir Arnold Wilson, een Engels staatsman en parlementslid. De graven worden onderhouden door de Commonwealth War Graves Commission. In de CWGC-registers is het kerkhof opgenomen als Eringhem Churchyard.